# Камолин
Камолин (англ. Camolin; ирл. Cam Eolaing) — деревня в Ирландии, находится в графстве Уэксфорд (провинция Ленстер).
Местная железнодорожная станция была открыта 1 ноября 1867 года и закрыта 30 марта 1964 года.

## Демография
Население — 390 человек (по переписи 2006 года). В 2002 году население составляло 320 человек.
Данные переписи 2006 года:
| Общие демографические показатели |               |                               |                               |      |      |
| Всё население                    | Всё население | Изменения населения 2002—2006 | Изменения населения 2002—2006 | 2006 | 2006 |
| 2002                             | 2006          | чел.                          | %                             | муж. | жен. |
| 320                              | 390           | 70                            | 21,9                          | 190  | 200  |